# Hans-Bredow-Straße (Bremen)
Die Hans-Bredow-Straße ist eine zentrale Erschließungsstraße in Bremen, Stadtteil Osterholz, Ortsteil Osterholz. Sie führt überwiegend im Osten des Ortsteiles in Nord-Süd-Richtung von der Otto-Brenner-Allee und Osterholzer Heerstraße bis zur Straße Nußhorn und als Radweg zum Ehlersdamm nach Mahndorf.
Die Querstraßen und Anschlussstraßen wurden benannt u. a. als Otto-Brenner-Allee nach dem Gewerkschafter, Politiker (SPD) und Vorsitzenden der IG Metall Otto Brenner (1907–1972), Osterholzer Heerstraße nach dem Stadtteil, Julius-Faucher-Straße nach dem Journalisten, Politiker und Wirtschaftsliberalen (1820–1878), Werner-Steenken-Straße nach dem Kaufmann Werner Steenken (1941–1998), der das Einkaufszentrum Weserpark und den benachbarten Freizeitbereich initiierte und entwickelte, mehrere getrennte Zu- und Abfahrten zum bzw. vom Gelände des Einkaufszentrums, Walter-Geerdes-Straße nach dem Intendanten von Radio Bremen (1903–1960), Thalenhorststraße nach dem Bremer Bausenator Carl Thalenhorst (1875–1964), Heinz-Kerneck-Straße nach dem Intendanten von Radio Bremen (1912–1968), Nußhorn nach einer Flurbezeichnung aus Mahndorf; ansonsten siehe beim Link zu den Straßen.

## Geschichte

### Name

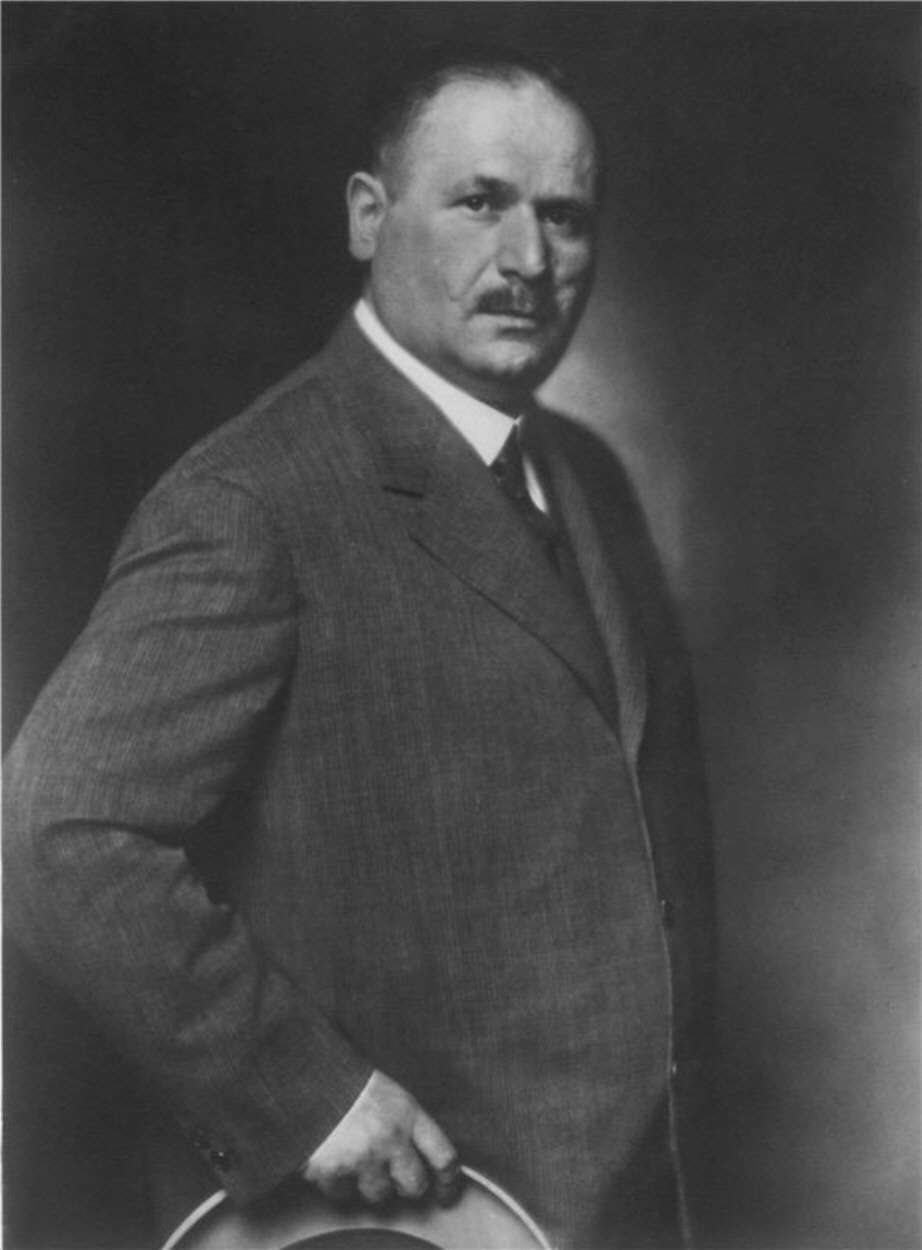
Hans Bredow

Die Hans-Bredow-Straße wurde nach dem Hochfrequenztechniker Hans Bredow (1879–1959) benannt. Er war Vorsitzender des Verwaltungsrates der Reichs-Rundfunk-Gesellschaft (RRG) und gilt als einer der Begründer des deutschen Schiffs- und Auslandsfunkverkehrs, des deutschen Rundfunks und des deutschen Fernsehrundfunks. Er prägte 1919 den Begriff Rundfunk und verwendete ihn zwei Jahre später erstmals öffentlich. An der Straße lag früher das Fernsehstudio von Radio Bremen.

### Entwicklung

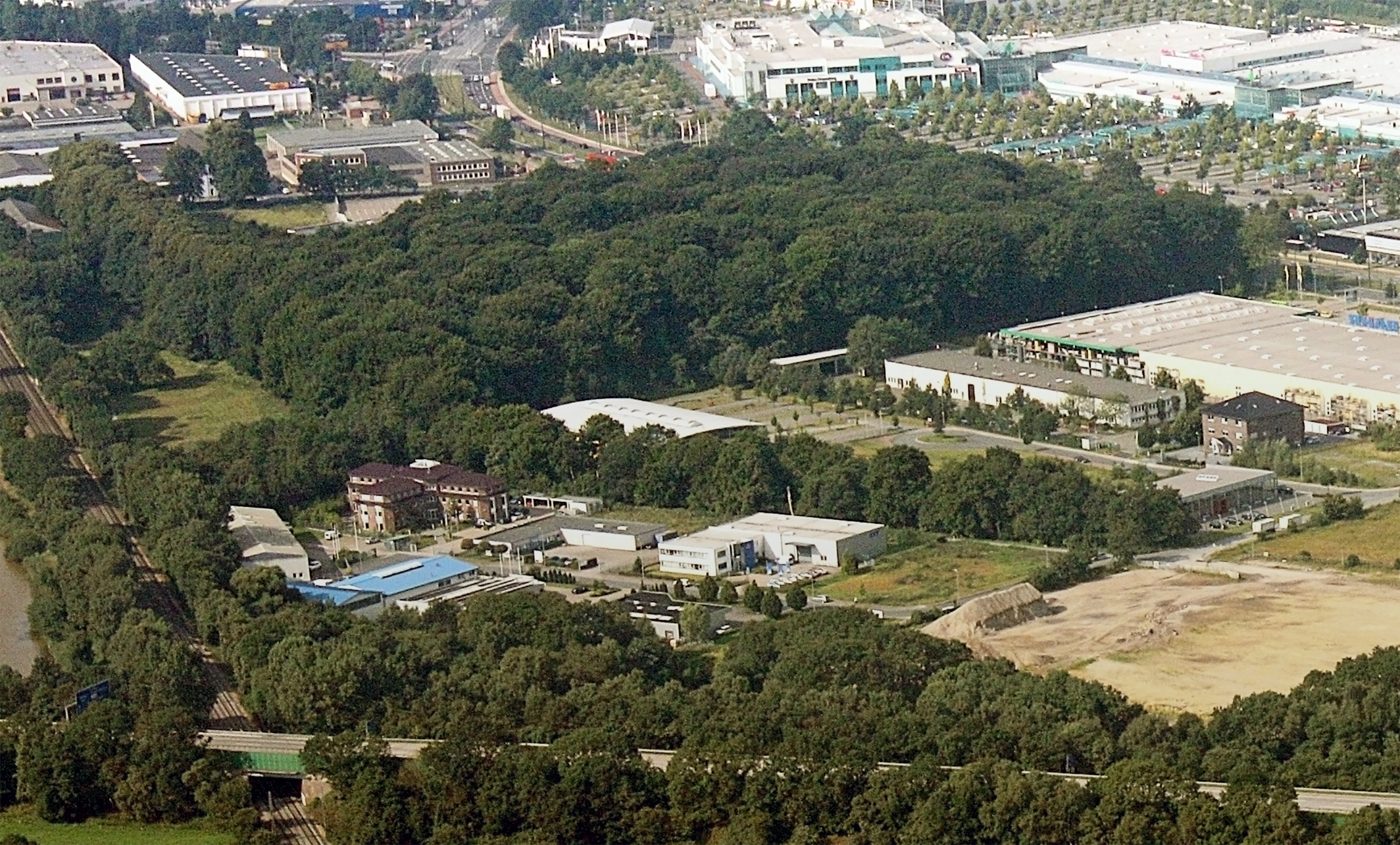
Krietes Wald, zwischen Bahnstrecke (links) und Hans-Bredow-Straße (hinten)

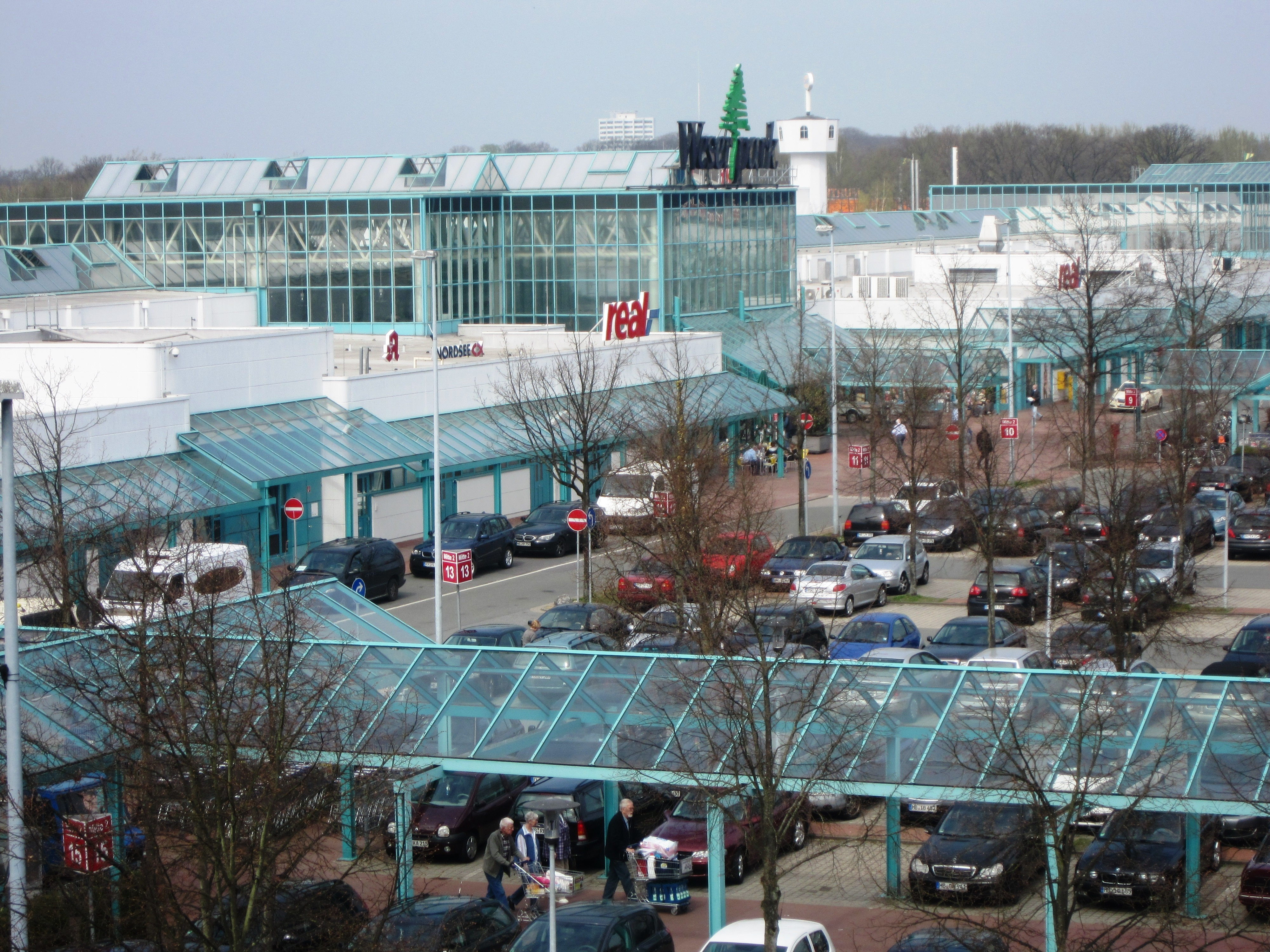
Weserpark 2013

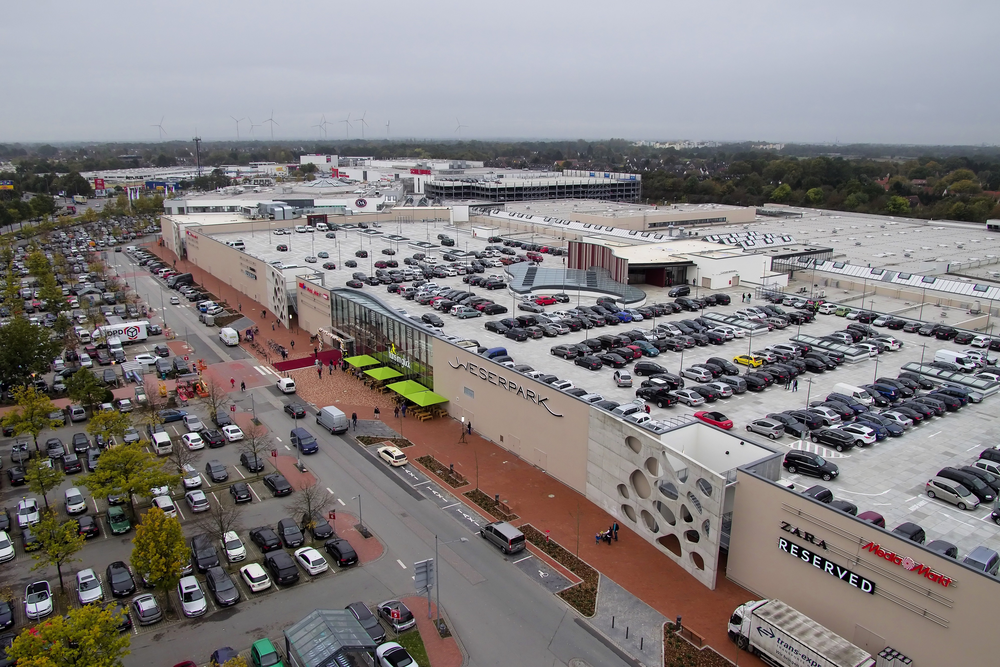
Weserpark 2015

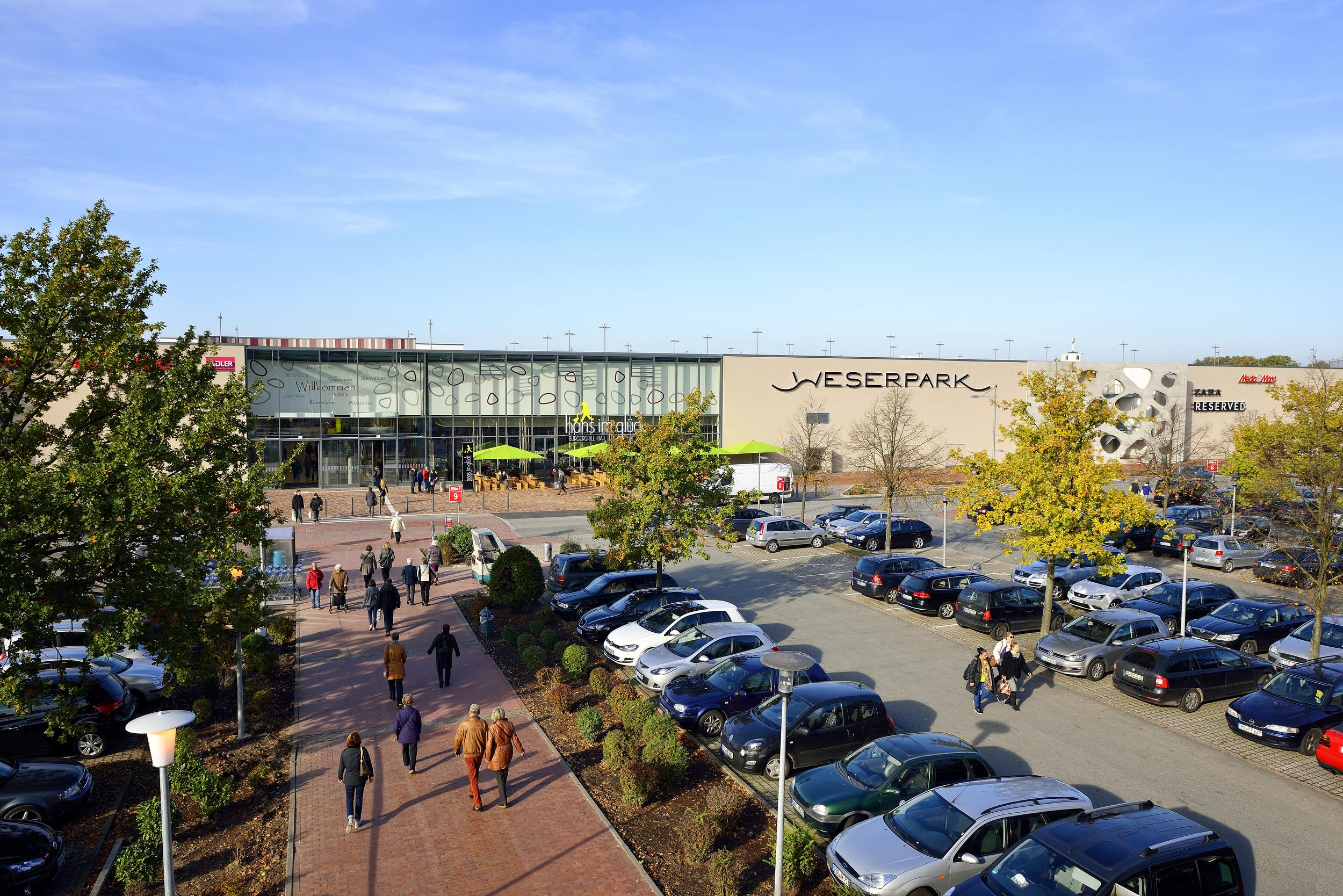
Weserpark 2016

In den 1930er bis 1970er Jahren entstand im Osten der Osterholzer Feldmark zwischen Ehlersdamm und Osterholzer Fleet ein ausgedehntes Wohngebiet.
Um 1960 wurden östlich von diesem Wohngebiet für Radio Bremen Studio- und Betriebsgebäude des Fernsehens an der Straße erbaut. Der Sender zog in Neubauten in Bremen-Mitte um und seit Anfang September 2007 endete hier der Betrieb; die Gebäude wurden abgerissen. Hier entwickelte sich zudem ein Gewerbegebiet. Zu den weiteren Ansiedlungen gehörten ein Logistikzentrum und der Entwicklungs- und Fertigungsbetrieb von Philips. Heute (2019) steht dort ein Baumarkt.
Ab den 1990er Jahren entstand ein Einkaufs- und Freizeitbereich mit u. a. dem Einkaufszentrum Weserpark mit rund 120.000 m² Gesamtflächen und 66.000 m² Mietflächen. Das Einkaufszentrum wurde eines der größten in Norddeutschland. Ergänzend entstand das Wellnesszentrum Aquadrom, das seit 1997 nach Umbauten Oase im Weserpark heißt und sich 2014 erweiterte. 1999 hatte das Kino Cinestar Kristall-Palast seine ersten Vorstellungen. Ende Oktober 2014 eröffnete der um 12.500 m² vergrößerte Weserpark einen Erweiterungsbau. In der Nachbarschaft siedelten sich weitere Einkaufs- und Versorgungszentren an.

### Verkehr
Die neue Straßenbahnlinie 1 fuhr ab 1967 zwischen Arsterdamm und Blockdiek. Sie wurde 1968 bis zur Endstelle Osterholz am Schweizer Eck in Ellenerbrok-Schevemoor sowie 2012/13 über Tenever nach Mahndorf verlängert.

Die Straßenbahn Bremen durchfährt seitdem mit der Linie 1 (Huchting – S Bf Mahndorf) die Straße.

## Gebäude und Anlagen
An der Straße stehen überwiegend ein- bis zweigeschossige Gebäude, die der Versorgung der Einwohner dienen.
Erwähnenswerte Gebäude und Anlagen
- Krietes Wald (Im Holze) ist ein 8,3 Hektar großes Naturschutzgebiet zwischen der Hans-Bredow-Straße und dem Bahndamm der Umgehungsbahnstrecke der Bahnstrecke Wanne-Eickel–Hamburg
- Werner-Steenken-Str. 1: 1-gesch. Gebäude mit dem Restaurant Cafe Del Sol Bremen-Osterholz
- Werner-Steenken-Str. 5: 1-gesch. Baumarkt im Weserpark
- Nr. 9: 2-gesch. Kino Cinestar Kristall-Palast der CineStar-Gruppe von 1999 mit elf Kinosälen und 3333 Sitzplätzen sowie ein Restaurant und AWO-Kita
- Nr. 16: Polizeistation Weser-Park
- Nr. 17: 1-gesch. Wellnesszentrum Oase im Weserpark
- Nr. 19: 2-gesch. Einkaufszentrum Weserpark mit um 170 Geschäften auf Verkaufsflächen von ca. 76.000 m² sowie diverse Bistros und Restaurants sowie einer SB-Filiale der Sparkasse Bremen und der Apotheke.
- Nr. 36: 1-gesch. Einkaufsmarkt für Inneneinrichtung
- Nr. 38: 2-gesch. Einkaufsmarkt für Textilien
- Nr. 44: 1-gesch. Einkaufsmarkt für Kindersachen
- Nr. 50: 1-gesch. Einkaufsmarkt für Reifen
- Nr. 59: 1-gesch. Geschäftshaus
- Nr. 60: 3-gesch. Bürohaus
- Heinz-Kerneck-Straße Nr. 3/5: 1- und 4-gesch. Geschäftshaus